# Дуновение смерти
«Дуновение смерти» (англ. A Whiff of Death) — детективный роман Айзека Азимова, впервые изданный в 1958 году под названием «Дельцы смерти» (The Death Dealers — единственный раз). Определить жанр этого произведения можно условно как «психологический детектив о химике». В нём дана реалистическая картина академической науки США, в том числе борьбы и интриг.

## Сюжет
Старший преподаватель химии в университете, Луис Брейд, обнаружил в лаборатории мертвым своего аспиранта, Ральфа Ньюфелда. Смерть застала молодого человека прямо во время химического эксперимента. Сперва все сводится к тому, что это несчастный случай. Ральф, судя по всему, перепутал банки с реактивами. На полке реагенты хранятся в алфавитном порядке, поэтому ацетат натрия CH3COONa (Sodium acetate), который использовался в эксперименте Ральфа, стоит рядом с цианистым натрием NaCN (Sodium cyanide). Ральф вдохнул цианистый водород, который выделился в реакции вместо уксусной кислоты.
Самоубийство Луис отметает сразу. Зачем химику, задумавшему убить себя, затевать десятидневный эксперимент? Зачем вдыхать продукты реакции, когда в лаборатории больше половины реагентов смертельно ядовиты при приеме внутрь? Достаточно положить на язык несколько кристаллов того же цианистого натрия, чтобы обеспечить себе мгновенную смерть!
В случайность Луис Брейд тоже не верит. Он знает Ральфа как человека чрезвычайно аккуратного. Ральф, перед началом эксперимента, тщательно отвесил по два грамма ацетата натрия в десять колб. Эксперимент должен был длиться десять дней, в день должна использоваться одна колба. У Ральфа осталось семь неиспользованных колб. Добавив во все десять колб раствор азотнокислого серебра, Луис Брейд убеждается, что во всех колбах (кроме той, что стала причиной смерти Ральфа) находится ацетат натрия. В колбе, убившей Ральфа, оказался цианистый натрий. Таким образом, Луис приходит к выводу, что убийца намеренно подменил реагент. Причем, зная пунктуальность Ральфа, подменил так, чтобы обеспечить себе алиби на день смерти аспиранта.
Перед Луисом Брейдом встает вопрос мотива. Кто ненавидел Ральфа настолько, что убил его таким изощренным способом? На факультете Ральф славился как человек неуживчивый и нелюдимый. Он крупно поскандалил со своим предыдущим руководителем, профессором Отто Рейнком. Из подозреваемых у Луиса оказываются:
- Рейнк Отто, профессор, бывший руководитель Ральфа. Дал Ральфу разгромную характеристику, как ученому, выгнал его из своей аспирантуры. Утверждает, что Ральф Ньюфелд вбил себе в голову неверную теоретическую модель, и его диссертация построена на подтверждении этой модели. Мог убить его по причине крайней личной неприязни.
- Джин Мэкрис, секретарь декана химического факультета. Как оказалось Джин бывшая девушка Ральфа. Могла убить Ральфа из ревности, когда он стал встречаться с другой девушкой, Робертой.
- Роберта Гудхью, аспирантка их факультета. Невеста Ральфа. Собирались пожениться после окончания Ральфом аспирантуры. Возможный мотив — та же ревность: если Ральф бросил одну девушку, мог бросить и вторую.
- Чарли Эмит, тоже аспирант Луиса Брейда, коллега Ральфа. Явных мотивов у него нет, хотя возможностей хоть отбавляй — они с Ральфом пользуются одной лабораторией.

Хуже всего то, что (как сам понимает Луис) все улики указывают на него самого. У него был доступ к лаборатории Ральфа, то есть была возможность. По утверждению Джин Мэкрис, Ральф ненавидел своего руководителя, Луиса Брейда. Изучая записи Ральфа, Луис находит следы подтасовки в результатах эксперимента. В научной среде подтасованный эксперимент означает полную потерю репутации, «профессиональную смерть». Таким образом, Ральф действительно должен был смертельно боятся, что Луис Брейд обнаружит подтасовку. Но такая потеря репутации аспиранта бросает тень прежде всего на самого руководителя.  Луис с горечью осознает, что выстраивается и готовый мотив для него самого — убить Ральфа, пока о подтасовках не стало известно научному сообществу…
Джек Доуни, полицейский детектив, ведет это дело. Джек ничего не понимает в химии и ничего не знает о том, как функционирует научное сообщество. Зато Доуни отличный психолог. Он беседует со всеми причастными лицами. Доуни честно рассказал профессору о своем наблюдении: после обнаружения тела аспиранта Луис задержался на работе на час. Детектив заинтересовался, что он там делал. Доуни приказал подвергнуть колбы анализу.  Он понял, что Брейд исследовал содержимое колб, и, несомненно, пришёл к выводу об убийстве Ральфа. Детектива интересует, почему профессор не сказал о своих выводах следователю? Луис видит, как удавка закона постепенно затягивается на его шее. Доуни объясняет ему, что удержало его от немедленного ареста Луиса Брейда. По его мнению, это преступление должен совершить человек, кичащийся своими мозгами, а Луис к такой породе людей не относится.
Кризис наступает, когда Луис Брейд, в своем кабинете, собирается открыть вентиль на баллоне с чистым кислородом. Луис накануне проводил эксперимент, и помнит, что стрелка манометра показывала 125 атмосфер. Теперь стрелка стоит на нуле. Луис уже положил руку на вентиль, чтобы открыть его… Но тут профессор замечает, что резьба вентиля, в том месте, где на него навинчивается газовый редуктор, покрыта каким-то поблескивающим веществом. Сняв с баллона редуктор, Луис обнаруживает, что внутренняя полость редуктора заполнена веществом, похожим на глицерин. Если бы Луис отвернул вентиль, кислород под давлением вступил в реакцию с глицерином. Баллон превратился бы в чудовищную бомбу!
Рассказав о своем открытии следователю, Луис надеется, что теперь полиция вычеркнет его из списка подозреваемых. Но не тут-то было! Детектив Доуни с огорчением говорит профессору, что теперь просто вынужден арестовать его. Одна из азбучных истин детективного расследования: убийца всячески пытается отвести от себя подозрения. Создать видимость покушения на свою жизнь — одна из таких хрестоматийных уловок…
Тем не менее именно этот кризис позволил Луису вычислить настоящего преступника. Детектив Доуни «расколол» убийцу, собственного учителя Кэпа Энсона, с помощью психологического трюка, в котором использовались баллон с кислородом и газовый редуктор, предварительно очищенный от  глицерина! Мотивом послужило нетерпение к подтосовкам  и фанатичная преданность науке со стороны Энсона.

## Русские переводы романа
Полный перевод выполнен в 1971 году И. Разумовской и И. Руч. В 1991 опубликован сокращённый перевод В. Новикова под названием «Постоянная должность».